# Abundisporus quercicola
Abundisporus quercicola är en svampart som beskrevs av Y.C. Dai 2002. Abundisporus quercicola ingår i släktet Abundisporus och familjen Polyporaceae.   Inga underarter finns listade i Catalogue of Life.